# Historien om Doktor Död
Historien om Doktor Död (originaltitel: You Don't Know Jack) är en amerikansk TV-film från 2010 i regi av Barry Levinson och med Al Pacino i huvudrollen som Jack Kevorkian. Filmen producerades av HBO.

## Rollista
| Al Pacino          | – Dr. Jack Kevorkian        |
| Danny Huston       | – Geoffrey Fieger           |
| Susan Sarandon     | – Janet Good                |
| Brenda Vaccaro     | – Margo Janus               |
| John Goodman       | – Neal Nicol                |
| James Urbaniak     | – Jack Lessenberry          |
| Eric Lange         | – John Skrzynski            |
| John Engler        | – Sig själv (arkivmaterial) |
| Richard E. Council | – domare David Breck        |
| Sandra Seacat      | – Janet Adkins              |